# Jam Co
Jam Co (kinesiska: Jiang Cuo, 江错) är en sjö i Kina. Den ligger i den autonoma regionen Tibet, i den sydvästra delen av landet, omkring 210 kilometer norr om regionhuvudstaden Lhasa. Jam Co ligger 4 598 meter över havet. Arean är 37 kvadratkilometer. Trakten runt Jam Co består i huvudsak av gräsmarker. Den sträcker sig 8,0 kilometer i nord-sydlig riktning, och 7,5 kilometer i öst-västlig riktning.